# سنگ‌چشم-کوکوی زمینی
سنگ‌چشم-کوکوی زمینی (به لاتین: Coracina maxima ) گونه‌ای نادر از پرندگان بومی استرالیا است که عمدتاً در جنگل‌های باز و علفزارهای خشک در سراسر سرزمین استرالیا،  و همچنین گاهی در مناطقی از ساحل شرقی یافت می‌شود. 